# Yamaguchi Shinichi
Shinichi Yamaguchi (sinh ngày 29 tháng 7 năm 1976) là một cầu thủ bóng đá người Nhật Bản.

## Sự nghiệp câu lạc bộ
Shinichi Yamaguchi đã từng chơi cho Gamba Osaka.